# Scarabaeidae
Scarabaeidae este o familie ce conține în prezent peste 30.000 de specii de coleoptere, răspândite de-a lungul întregii planete. Indivizii din speciile care aparțin acestei familii sunt adesea cunoscuți sub denumirile populare de scarabeu sau gândac scarabeu. Clasificarea acestei familii este ușor instabilă, întrucât există numeroase teorii aflate în rivalitate și propuneri noi apar cu regularitate. Este probabil ca multe dintre subfamiliile listate aici să nu mai fie recunoscute în curând. Alte familii, precum Pleocomidae, Glaresidae, Glaphyridae, Ochodaeidae, Geotrupidae și Bolboceratidae, au fost înlăturate recent din această clasificare, însă continuă să fie atribuite ei de majoritatea surselor.
O specie de gândaci-de-bălegar, Scarabeus sacer, era sacru pentru vechii egipteni. 
Multe specii sunt paraziți agricoli, multe sunt preferatele colecționarilor de insecte deoarece sunt mari și au aripile anterioare colorate, tari și foarte lucioase.
1. ↑  Enciclopedia Universală Britanica. 14. Litera. 2010. p. 19.